# Draba cuatrecasana
Draba cuatrecasana är en korsblommig växtart som beskrevs av J.O. Rangel och Santana. Draba cuatrecasana ingår i släktet drabor, och familjen korsblommiga växter. Inga underarter finns listade i Catalogue of Life.